# 马银花
马银花（学名：Rhododendron ovatum）式杜鹃花科杜鹃花属马银花亚属的一种常绿灌木。主要生长于海拔1,000米以下的灌木丛中。

## 形态
马银花的叶片为革质，花瓣呈淡紫色或粉红色，花型为漏斗状，由萼片、花瓣、雄蕊和心皮四轮花器官构成。花单生于枝顶叶腋，花瓣5深裂，裂片呈长圆状倒卵形。